# Куклино (Думиничский район)
Куклино — деревня в Думиничском районе Калужской области.
| 2002 | 2010 |
| ---- | ---- |
| 20   | ↘15  |

## История
В начале 17 века в Мещовском уезде упоминается село Куклино. Оно состояло из двух частей, располо́женных на мелких притоках реки Брынь, расстояние между ними составляло 2 версты.
По грамоте 1616 г. жеребей села Куклино числился за Иваном Никитиным сыном Корьевым, а село без жеребья за ним же да за Романом в поместье́, да за Дм. Беклемишевыми в отчине.
В 1776 году, с образованием Калужского наме́стничества, село оказалось разделено между двумя уездами — Жиздринским и Серпейским (с 1797, после ликвидации Серпейского уезда — Мещовским). Полсела Куклино, отошедшее Жиздринскому уезду, стало называться Верхним Куклино, или деревней Куклино. В деревне было всего 3 крестьянских двора и 28 душ крестьян обоего пола. Земельные угодья — 559 десятин: пашня, покосы, строевой лес. В 1782 г. полсела Куклино числилось за князем Петром Васильевичем Волконским, князем Григорием Ивановичем Вяземским и Петром Петровичем Беклемишевым.
В конце 18 — начале 20 века собственниками поместья, в которое входили Куклино и Маслово Жиздринского уезда, Липицы и Тешилово Мещовского уезда, были князья Волконские:
- Гвардии поручик Сергей Петрович В. 1750—1807
- Титулярный советник Петр Сергеевич 1789—1847
- Гвардии полковник Сергей Петрович 1826—1889
- Его сыновья Петр Сергеевич (1864—1924) — мещовский уездный предводи́тель дворянства с 1889 г., и Николай Сергеевич (1865—1963).

В 1859 в полселе Куклино числилось 29 дворов, 283 жителя. Население деревни в 1913 г. — 222 человека.
Перед войной в Куклино был 51 жилой двор.
В 1931 г. организован колхоз, который назвали в честь РККА (рабоче-крестьянской Красной Армии). В 1950 его присоедини́ли к масловскому колхозу «Заветы Ленина».
Во время войны Куклино было занято фашистами в октябре 1941-го, освобождено 28 марта 1942 г. войсками 12-й гвардейской сд. Летом 1942 г. здесь работал госпиталь.
Деревня Куклино до 1968 г. относилась к Гульцовскому сельсове́ту, затем вошла в состав новообразованного Масловского с/с.